# ناتالی اپلتون
ناتالی اپلتون (انگلیسی: Natalie Appleton؛ زادهٔ ۱۴ مهٔ ۱۹۷۳) یک موسیقی‌دان اهل کانادا است.